# ۴۱۸ (پیش از میلاد)
۴۱۸ (پیش از میلاد) ۴۱۸مین سال قبل از تقویم میلادی است.